# Vsetínská Bečva
Vsetínská Bečva är ett vattendrag i Tjeckien.   Det ligger i regionen Zlín, i den östra delen av landet, 220 km öster om huvudstaden Prag.